# Mauro Jagodnich
Mauro Jagodnich (Trieste, 11 luglio 1967) è un ex canottiere italiano.

## Biografia
Nato nel 1967 a Trieste, a 21 anni ha partecipato ai Giochi olimpici di Seul 1988, nel due di coppia insieme a Roberto Fusaro, arrivando terzo in batteria con il tempo di 6'26"19 dietro a Paesi Bassi (poi oro, unica qualificata direttamente in semifinale) e Germania Ovest, passando poi il ripescaggio da terzo in 6'43"22 dietro a Svizzera, poi argento, e Norvegia, ma non le semifinali, quinto con il tempo di 6'27"60 dietro a Germania Est e di nuovo Paesi Bassi e Svizzera (le tre qualificate alla finale), oltre alla Bulgaria. Nella finale B ha poi terminato al terzo posto (nono totale) in 7'06"01.